# Mboutou
Mboutou est un village du Cameroun situé dans le département de la Bénoué et la région du Nord. Il fait partie de la commune de Baschéo. Mboutou se situe au nord de Baschéo.
Coordonnées: longitude 13.36° est, latitude 9.72° nord
Altitude: 347 m
Le village de Mboutou est proche du complexe anorogénique de Mboutou (longitude 13.37° est, latitude 9.73° nord)

## Population
Le nombre d’habitants était de 363 d’après le recensement de 2005.